# Пахучка обыкновенная
Паху́чка обыкнове́нная (лат. Clinopódium vulgáre) — вид многолетних травянистых растений рода Пахучка семейства Яснотковые.

## Название
Латинское родовое название Clinopodium заимствовано из трудов Диоскорида и Плиния (I век н. э.) ботаниками эпохи возрождения Каспаром Баугином и Жозефом Турнефором (XVII век н. э.) с последующим включением в канонический труд Species plantarum Карла Линнея. Сам термин происходит от др.-греч. κλινη («klini») что означает «ложе», и др.-греч. πους («pus»), «нога». Стебли растения, несущие мутовки цветов, напоминали Диоскориду гнездо на ножке. Видовой эпитет vulgare в переводе с латыни означает «обычный», «обыкновенный», «привычный».
Русскоязычное родовое название Пахучка отражает наличие выраженного приятного аромата различных частей растения. В толковом словаре Ушакова приводится значение «душистый полевой цветок». Видовой эпитет обыкновенная является смысловым переводом латинского.
В словаре Анненкова среди прочих приводятся такие тривиальные синонимы названия как «базилик», «дикий василек», «душица глухая, колючая или малая», «кошачья мята» (также фин. Kissaumintha). В английском и французском языках названия указывают на схожесть с базиликом — англ. wild basil («дикий базилик») и фр. grand basilic sauvage («дикий большой базилик»).

## Ботаническое описание

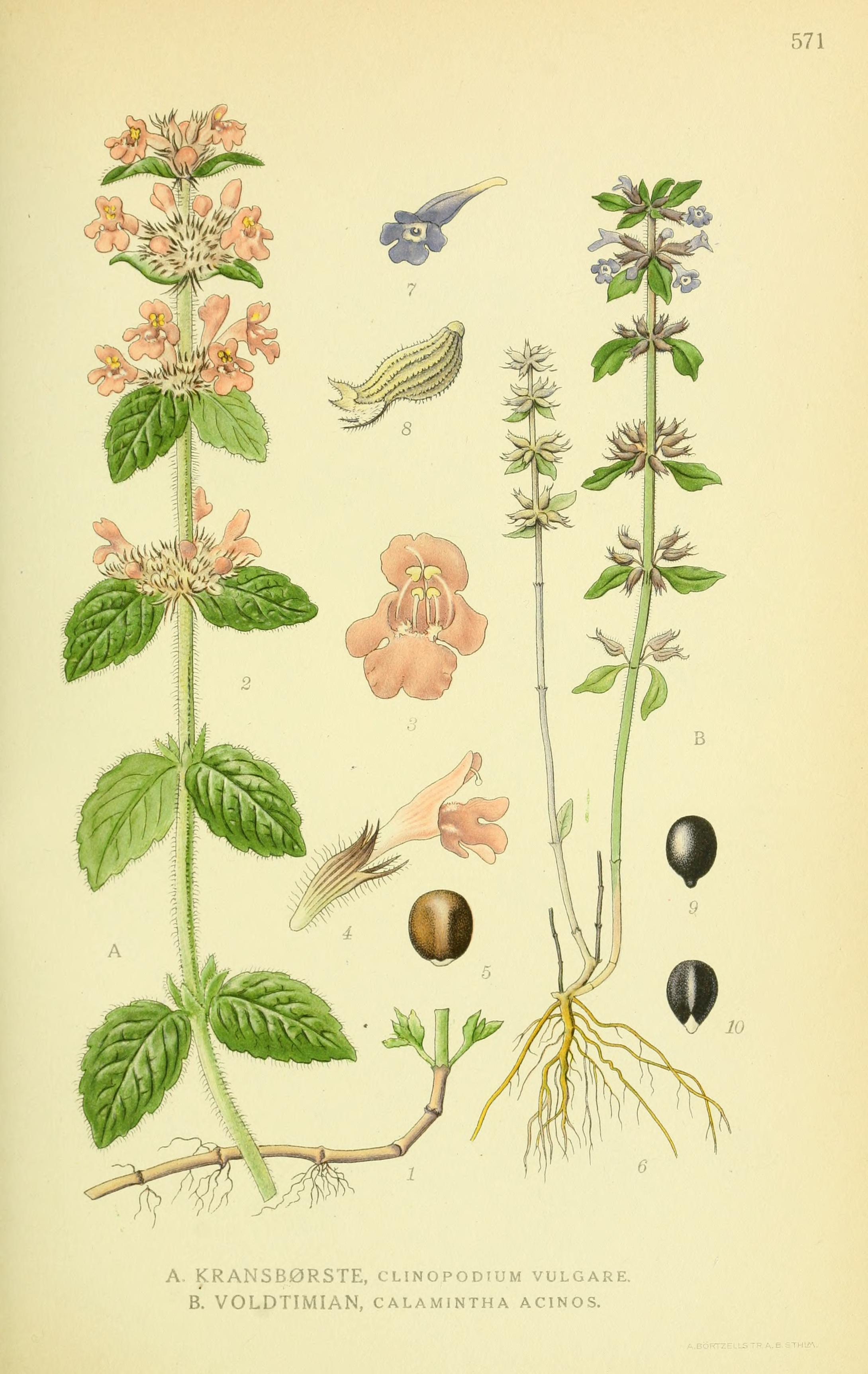
Пахучка обыкновенная (справа) и Пахучка полевая (слева).

Многолетнее опушённое травянистое растение высотой от (20-)30 до 60(-70) см с ползучим корневищем. Стебли прямые или приподнимающиеся, чаще неветвистые.
Листья яйцевидные или продолговато-яйцевидные, край мелкогородчатый или зубчатый. Верхняя (адаксиальная) сторона листа с редкими волосками, нижняя (абаксиальная) с волосками по жилкам. Верхушечные листья сидячие, отогнутые вниз, с пильчатым или цельным краем.
Цветки собраны в многоцветковые густые ложные мутовки. Кольца цветков от 1 до 3. Прицветники линейно шиловидные, с жесткими волосками. Чашечка 8-10 мм длиной, трубчатая, слегка изогнутая и суженная у зева, зубцы шиловидные — два зубца длиной 3 мм, остальные короче, 1,5-2 мм длиной. Венчик пурпурный, 12-15 мм длиной. Верхняя губа плоская, выемчатая и прямостоячая, нижняя — трёхлопастная с бородкой волосков у основания. Столбик пестика выдается из венчика.
Семена — желтовато- или буровато-коричневые округлые орешки, до 1 мм в диаметре.

## Распространение и экология
Природный ареал охватывает регионы Западной Европы. На территории России встречается в Европейской части, на Северном Кавказе, в Западной и Восточной Сибири. По другим данным ареал более широкий, включая Северную Африку (Алжир, Марокко, Тунис), Малую (Турция) и Центральную Азию (Афганистан, Иран, Ирак, Пакистан). Растение интродуцировано в Северной Америке (большинство штатов США), Новой Зеландии.
Произрастает в кустарниках, рощах, в светлых лиственных (реже хвойных) лесах, по обочинам дорог.
Вид внесен в список инвазивных растений штата Орегон.

## Значение и использование
Лекарственный вид, применяется в медицине как ароматическое растение. В Болгарии растение традиционно использовалось для заживления ран, так как было известно, что оно обладает антибактериальными свойствами.
Листья пахучки обыкновенной используются для приготовления травяного чая, а также как пряность для приправы к блюдам.
Листья также подходят для приготовлении коричневого или жёлтого красителя.
Медоносное растение — один цветок в сутки дает около 0,35 мг нектара, 1 га посевов имеет нектаропродуктивность в 80 кг с абсолютным содержанием общих сахаров около 40 кг.

## Классификация

### Таксономия
Clinopodium vulgare L., 1753, Sp. Pl. : 587
Вид Пахучка обыкновенная относится к роду Пахучка семействa Яснотковые (Lamiaceae) порядка Ясноткоцветные (Lamiales). Таксономическая схема в соответствии с Системой APG IV по состоянию на декабрь 2023 года:
|  |                                      |  |                                   |                                   |                      |  | ещё 23 семейства | ещё 23 семейства |                      |  |                         |  | еще 167 подтвержденных видов и 54 таксона в статусе "неподтвержденных" | еще 167 подтвержденных видов и 54 таксона в статусе "неподтвержденных" |  |
|  |                                      |  |                                   |                                   |                      |  | ещё 23 семейства | ещё 23 семейства |                      |  |                         |  | еще 167 подтвержденных видов и 54 таксона в статусе "неподтвержденных" | еще 167 подтвержденных видов и 54 таксона в статусе "неподтвержденных" |  |
|  |                                      |  |                                   | порядок Ясноткоцветные            |                      |  |                  |                  | род Пахучка          |  |                         |  |                                                                        |                                                                        |  |
|  |                                      |  |                                   | порядок Ясноткоцветные            |                      |  |                  |                  | род Пахучка          |  | 3 внутривидовых таксона |  |                                                                        |                                                                        |  |
|  | отдел Цветковые, или Покрытосеменные |  |                                   |                                   | семейство Яснотковые |  |                  |                  | Пахучка обыкновенная |  |                         |  |                                                                        |                                                                        |  |
|  | отдел Цветковые, или Покрытосеменные |  |                                   |                                   |                      |  |                  |                  |                      |  |                         |  |                                                                        |                                                                        |  |
|  |                                      |  | ещё 63 порядка цветковых растений | ещё 63 порядка цветковых растений |                      |  |                  | ещё 268 родов    | ещё 268 родов        |  |                         |  |                                                                        |                                                                        |  |
|  |                                      |  |                                   | ещё 63 порядка цветковых растений |                      |  |                  |                  | ещё 268 родов        |  |                         |  |                                                                        |                                                                        |  |

### Внутривидовые таксоны
- Clinopodium vulgare subsp. arundanum (Boiss.) Nyman
- Clinopodium vulgare subsp. orientale Bothmer
- Clinopodium vulgare subsp. vulgare

### Синонимы
- Acinos vulgaris Pers.
- Calamintha clinopodium Benth.
- Calamintha vulgaris Druce
- Clinopodium clinopodium Degen
- Clinopodium origanifacie Gilib.
- Clinopodium variegatum Hort ex Steud.
- Clinopodium vulgare f. minus Šilić
- Clinopodium vulgare f. parviflorum (Rohlena) Šilić
- Clinopodium vulgare f. rubrotinctum Šilić
- Clinopodium vulgare f. unicephalum Šilić
- Clinopodium vulgare var. glabratum Vandas
- Clinopodium vulgare var. gracile Lange
- Clinopodium vulgare var. neogaeum (Fernald) C.F.Reed
- Clinopodium vulgare var. parviflorum Rohlena
- Melissa clinopodium Benth.
- Melissa vulgaris Trevis.
- Satureja clinopodium var. diminuta (Simon) Rouy
- Satureja vulgaris Beguin.
- Satureja vulgaris (L.) Fritsch
- Satureja vulgaris var. neogaea Fernald